# NHL Winter Classic 2010

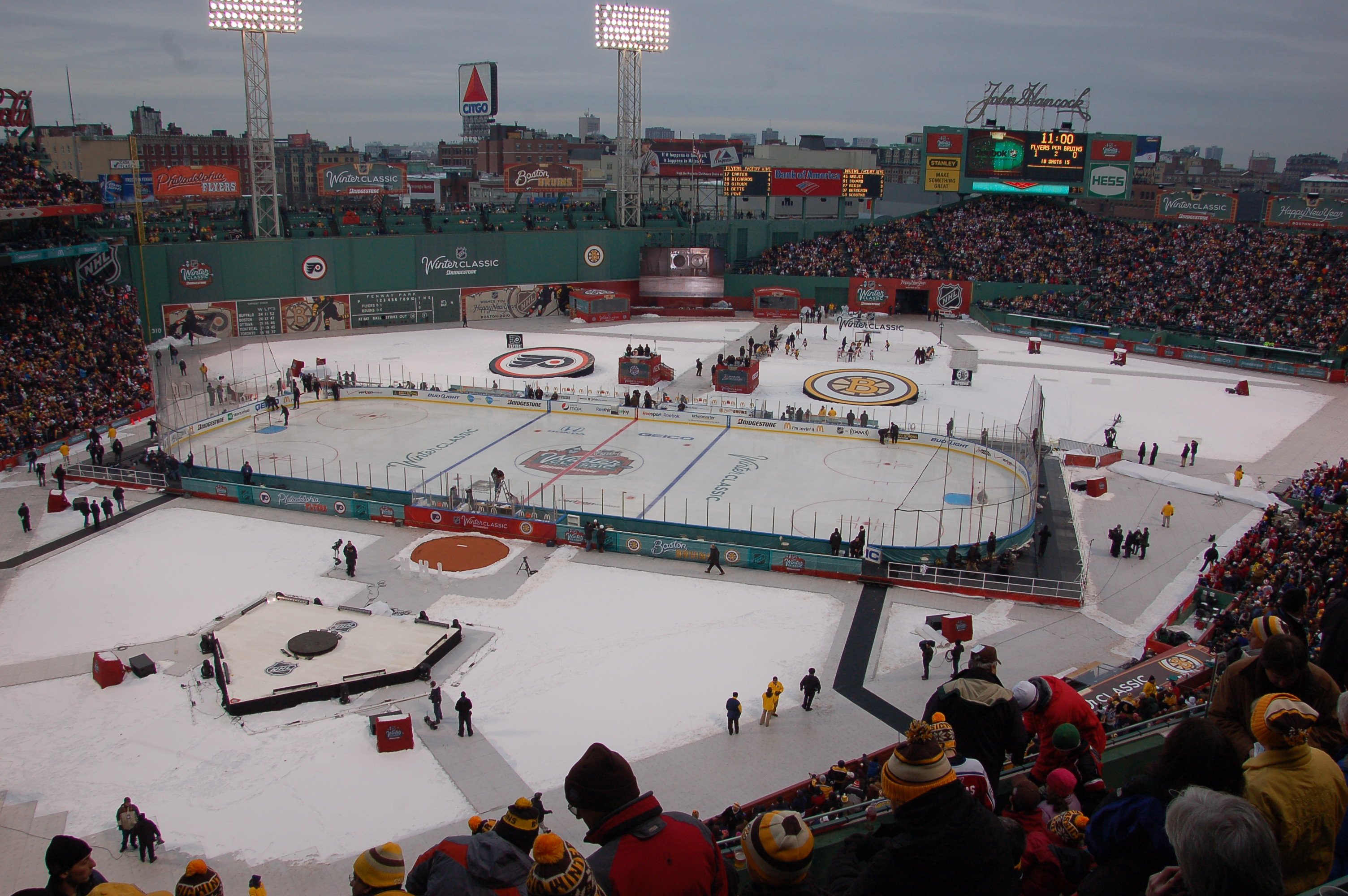
NHL Winter Classic på Fenway Park, 2010.

NHL Winter Classic 2010 presented by Bridgestone var ett sportarrangemang i den nordamerikanska ishockeyligan National Hockey League (NHL) där en grundspelsmatch spelades utomhus mellan Boston Bruins och Philadelphia Flyers på Fenway Park i Boston, Massachusetts i USA den 1 januari 2010.

## Matchen

### Trupperna

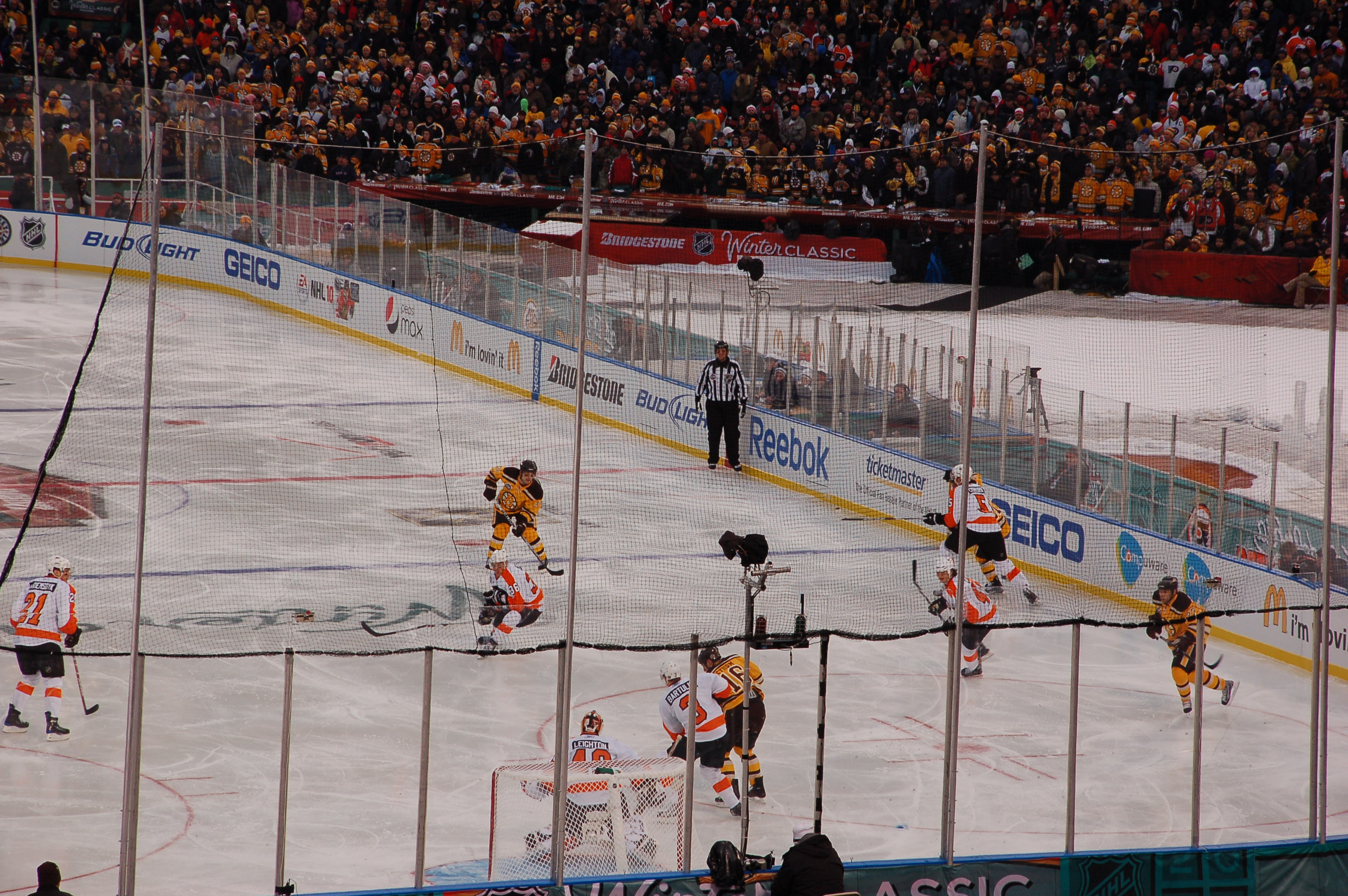
Bruins (gul) med puck i Flyers försvarszon.

Lagens spelartrupper till matchen.
| Namn                 | Namn                 | Namn           |
| Målvakter            | Målvakter            | Målvakter      |
| -------------------- | -------------------- | -------------- |
| Tuukka Rask          |                      |                |
| Tim Thomas           |                      |                |
| Backar               |                      |                |
| Johnny Boychuk       |                      |                |
| Zdeno Chára (C)      |                      |                |
| Andrew Ference       |                      |                |
| Matt Hunwick         |                      |                |
| Derek Morris         |                      |                |
| Dennis Wideman       |                      |                |
| Forwards             |                      |                |
| Namn                 | Namn                 | Position       |
| Steve Bégin          | Steve Bégin          | Vänsterforward |
| Patrice Bergeron (A) | Patrice Bergeron (A) | Center         |
| Byron Bitz           | Byron Bitz           | Högerforward   |
| David Krejčí         | David Krejčí         | Center         |
| Daniel Paille        | Daniel Paille        | Vänsterforward |
| Mark Recchi          | Mark Recchi          | Högerforward   |
| Michael Ryder        | Michael Ryder        | Högerforward   |
| Marc Savard (A)      | Marc Savard (A)      | Center         |
| Vladimír Sobotka     | Vladimír Sobotka     | Center         |
| Marco Sturm          | Marco Sturm          | Vänsterforward |
| Shawn Thornton       | Shawn Thornton       | Vänsterforward |
| Blake Wheeler        | Blake Wheeler        | Högerforward   |
| Tränare              |                      |                |
| Claude Julien        |                      |                |

| Namn               | Namn               | Namn           |
| Målvakter          | Målvakter          | Målvakter      |
| ------------------ | ------------------ | -------------- |
| Brian Boucher      |                    |                |
| Michael Leighton   |                    |                |
| Backar             |                    |                |
| Oskars Bārtulis    |                    |                |
| Matt Carle         |                    |                |
| Braydon Coburn     |                    |                |
| Chris Pronger (A)  |                    |                |
| Danny Syvret       |                    |                |
| Kimmo Timonen      |                    |                |
| Forwards           |                    |                |
| Namn               | Namn               | Position       |
| Arron Asham        | Arron Asham        | Högerforward   |
| Blair Betts        | Blair Betts        | Center         |
| Daniel Brière      | Daniel Brière      | Center         |
| Daniel Carcillo    | Daniel Carcillo    | Vänsterforward |
| Jeff Carter (A)    | Jeff Carter (A)    | Center         |
| Simon Gagné        | Simon Gagné        | Vänsterforward |
| Claude Giroux      | Claude Giroux      | Högerforward   |
| Scott Hartnell     | Scott Hartnell     | Vänsterforward |
| Ian Laperrière     | Ian Laperrière     | Högerforward   |
| Darroll Powe       | Darroll Powe       | Center         |
| Mike Richards (C)  | Mike Richards (C)  | Center         |
| James van Riemsdyk | James van Riemsdyk | Vänsterforward |
| Tränare            |                    |                |
| Peter Laviolette   |                    |                |

### Resultatet
|  | 1 januari 2010 | Boston Bruins | 2 – 1 (Efter förlängning) | Philadelphia Flyers                                                                                                | Fenway Park | |
|  |                | Första perioden: — Andra perioden: — Tredje perioden: Mark Recchi (PP) (17:42) Assists: Morris, Krejčí Förlängning: Marco Sturm (1:57) Assists: Bergeron, Chára |                           | Första perioden: — Andra perioden: (4:42) Danny Syvret Assists: Hartnell, Carter Tredje perioden: — Förlängning: — | Boston, Massachusetts, USA Publik: 38 112 Domare: Kerry Fraser, Chris Rooney Linjedomare: Brian Murphy, Lyle Seitz | Boston, Massachusetts, USA Publik: 38 112 Domare: Kerry Fraser, Chris Rooney Linjedomare: Brian Murphy, Lyle Seitz |
|  |                | |                           | | Boston, Massachusetts, USA Publik: 38 112 Domare: Kerry Fraser, Chris Rooney Linjedomare: Brian Murphy, Lyle Seitz | Boston, Massachusetts, USA Publik: 38 112 Domare: Kerry Fraser, Chris Rooney Linjedomare: Brian Murphy, Lyle Seitz |
|  |                | |                           | | Boston, Massachusetts, USA Publik: 38 112 Domare: Kerry Fraser, Chris Rooney Linjedomare: Brian Murphy, Lyle Seitz | Boston, Massachusetts, USA Publik: 38 112 Domare: Kerry Fraser, Chris Rooney Linjedomare: Brian Murphy, Lyle Seitz |

#### Matchstatistik
|                     | Boston Bruins | Philadelphia Flyers |
| ------------------- | ------------- | ------------------- |
| Powerplay           | 1/3           | 0/2                 |
| Tacklingar          | 29            | 30                  |
| Vunna tekningar (%) | 57            | 43                  |
| Blockerade skott    | 12            | 20                  |
| Utvisningsminuter   | 11            | 13                  |

| Period      | Boston Bruins | Philadelphia Flyers |
| ----------- | ------------- | ------------------- |
| Första      | 9             | 6                   |
| Andra       | 6             | 12                  |
| Tredje      | 9             | 5                   |
| Förlängning | 2             | 2                   |
| Totalt      | 26            | 25                  |

#### Utvisningar
| Spelare         | Utvisning       | Utvisningsminuter | Tid             |
| Första perioden | Första perioden | Första perioden   | Första perioden |
| --------------- | --------------- | ----------------- | --------------- |
| Shawn Thornton  | Fighting        | 5:00              | 12:01           |
| David Krejčí    | Cross-checking  | 2:00              | 15:22           |
| Andra perioden  |                 |                   |                 |
| Zdeno Chára     | Tripping        | 2:00              | 10:16           |
| Tredje perioden |                 |                   |                 |
| Johnny Boychuk  | Hakning         | 2:00              | 01:30           |
| Förlängning     |                 |                   |                 |
| Källa:          |                 |                   |                 |

| Spelare                                            | Utvisning       | Utvisningsminuter | Tid             |
| Första perioden                                    | Första perioden | Första perioden   | Första perioden |
| -------------------------------------------------- | --------------- | ----------------- | --------------- |
| Daniel Carcillo                                    | Fighting        | 5:00              | 12:01           |
| Oskars Bārtulis                                    | Cross-checking  | 2:00              | 15:22           |
| Andra perioden                                     |                 |                   |                 |
| Tredje perioden                                    |                 |                   |                 |
| Daniel Carcillo                                    | Hakning         | 2:00              | 4:45            |
| Kimmo Timonen                                      | Tripping        | 2:00              | 16:08           |
| Daniel Brière                                      | Tripping        | 2:00              | 19:14           |
| Förlängning                                        |                 |                   |                 |
| Termer: Förseelser som leder till utvisningsstraff |                 |                   |                 |

### Statistik

#### Boston Bruins

##### Utespelare
| Spelare          | Mål | Assist | Poäng | +/− | Utvisningsminuter | Skott | Vunna tekningar (%) | Tacklingar | Tid på isen |
| ---------------- | --- | ------ | ----- | --- | ----------------- | ----- | ------------------- | ---------- | ----------- |
| Mark Recchi      | 1   | 0      | 1     | 0   | 0                 | 3     | —                   | 2          | 20:42       |
| Marco Sturm      | 1   | 0      | 1     | 0   | 0                 | 1     | —                   | 0          | 17:29       |
| Patrice Bergeron | 0   | 1      | 1     | +1  | 0                 | 3     | 41                  | 1          | 18:05       |
| Zdeno Chára      | 0   | 1      | 1     | +1  | 2                 | 0     | —                   | 4          | 24:45       |
| David Krejčí     | 0   | 1      | 1     | 0   | 2                 | 1     | 71                  | 0          | 15:46       |
| Derek Morris     | 0   | 1      | 1     | 0   | 0                 | 1     | —                   | 0          | 19:25       |
| Steve Bégin      | 0   | 0      | 0     | -1  | 0                 | 1     | 33                  | 0          | 17:20       |
| Byron Bitz       | 0   | 0      | 0     | 0   | 0                 | 2     | —                   | 3          | 10:16       |
| Johnny Boychuk   | 0   | 0      | 0     | 0   | 2                 | 2     | —                   | 3          | 17:10       |
| Andrew Ference   | 0   | 0      | 0     | 0   | 0                 | 0     | —                   | 5          | 17:06       |
| Matt Hunwick     | 0   | 0      | 0     | -1  | 0                 | 0     | —                   | 2          | 15:58       |
| Daniel Paille    | 0   | 0      | 0     | 0   | 0                 | 1     | —                   | 0          | 15:17       |
| Michael Ryder    | 0   | 0      | 0     | 0   | 0                 | 3     | —                   | 3          | 14:03       |
| Marc Savard      | 0   | 0      | 0     | -1  | 0                 | 2     | 71                  | 0          | 19:22       |
| Vladimír Sobotka | 0   | 0      | 0     | 0   | 0                 | 1     | 67                  | 3          | 9:50        |
| Shawn Thornton   | 0   | 0      | 0     | 0   | 5                 | 1     | —                   | 2          | 9:37        |
| Blake Wheeler    | 0   | 0      | 0     | 0   | 0                 | 0     | —                   | 0          | 14:12       |
| Dennis Wideman   | 0   | 0      | 0     | 0   | 0                 | 2     | —                   | 1          | 25:32       |
| Källa:           |     |        |       |     |                   |       |                     |            |             |

##### Målvakt
| Spelare    | Skott mot sig | Räddningar | Insläppta mål | Räddningsprocent | Utvisningsminuter | Tid på isen |
| ---------- | ------------- | ---------- | ------------- | ---------------- | ----------------- | ----------- |
| Tim Thomas | 25            | 24         | 1             | 0,960            | 0                 | 61:50       |
| Källa:     |               |            |               |                  |                   |             |

#### Philadelphia Flyers

##### Utespelare
| Spelare            | Mål | Assist | Poäng | +/− | Utvisningsminuter | Skott | Vunna tekningar (%) | Tacklingar | Tid på isen |
| ------------------ | --- | ------ | ----- | --- | ----------------- | ----- | ------------------- | ---------- | ----------- |
| Danny Syvret       | 1   | 0      | 1     | +1  | 0                 | 1     | —                   | 0          | 16:38       |
| Jeff Carter        | 0   | 1      | 1     | 0   | 0                 | 6     | 25                  | 0          | 16:12       |
| Scott Hartnell     | 0   | 1      | 1     | +1  | 0                 | 4     | —                   | 2          | 15:19       |
| Arron Asham        | 0   | 0      | 0     | 0   | 0                 | 1     | —                   | 5          | 11:00       |
| Oskars Bārtulis    | 0   | 0      | 0     | 0   | 2                 | 0     | —                   | 0          | 16:16       |
| Blair Betts        | 0   | 0      | 0     | 0   | 0                 | 1     | 55                  | 3          | 13:50       |
| Daniel Brière      | 0   | 0      | 0     | +1  | 2                 | 3     | —                   | 0          | 14:25       |
| Daniel Carcillo    | 0   | 0      | 0     | 0   | 7                 | 0     | —                   | 4          | 9:57        |
| Matt Carle         | 0   | 0      | 0     | -1  | 0                 | 0     | —                   | 0          | 21:49       |
| Braydon Coburn     | 0   | 0      | 0     | 0   | 0                 | 2     | —                   | 0          | 19:54       |
| Simon Gagné        | 0   | 0      | 0     | 0   | 0                 | 2     | —                   | 0          | 17:14       |
| Claude Giroux      | 0   | 0      | 0     | 0   | 0                 | 1     | 60                  | 0          | 18:07       |
| Ian Laperrière     | 0   | 0      | 0     | 0   | 0                 | 0     | —                   | 4          | 12:29       |
| Darroll Powe       | 0   | 0      | 0     | 0   | 0                 | 0     | 13                  | 2          | 13:21       |
| Chris Pronger      | 0   | 0      | 0     | 0   | 0                 | 1     | —                   | 6          | 26:27       |
| Mike Richards      | 0   | 0      | 0     | -1  | 0                 | 3     | 64                  | 2          | 21:06       |
| Kimmo Timonen      | 0   | 0      | 0     | 0   | 2                 | 0     | —                   | 2          | 23:23       |
| James van Riemsdyk | 0   | 0      | 0     | 0   | 0                 | 0     | —                   | 0          | 12:47       |
| Källa:             |     |        |       |     |                   |       |                     |            |             |

##### Målvakt
| Spelare          | Skott mot sig | Räddningar | Insläppta mål | Räddningsprocent | Utvisningsminuter | Tid på isen |
| ---------------- | ------------- | ---------- | ------------- | ---------------- | ----------------- | ----------- |
| Michael Leighton | 26            | 24         | 2             | 0,923            | 0                 | 61:57       |
| Källa:           |               |            |               |                  |                   |             |